# Show (dwutygodnik)
Show – dwutygodnik Wydawnictwa Bauer zawierający informacje o gwiazdach, modzie, kulturze i wnętrzach, a także dający porady na temat stylu życia i urody na 88 stronach. Redaktorem naczelnym czasopisma jest Anna Zaleska. Pismo jest przeznaczone głównie dla kobiet w wieku od 20 do 40 lat.
Siedziba redakcji znajduje się w Warszawie na Alei Stanów Zjednoczonych 61A.
Profil czytelnika

Płeć: Magazyn czyta 83,88% kobiet i 16,12% mężczyzn.

Wiek: Magazyn jest najchętniej czytany przez ludzi w wieku od 25 do 34 lat - 30,30%, a najmniej czytają go ludzie w wieku powyżej 54 lat - 11,90%.

Miejsce zamieszkania: Najwięcej czytelników czasopisma jest na wsi - 30,54%, a najmniej w miastach od 50 000 do 200 000 - 17,03%.

Wykształcenie: Czasopismo najwięcej czytają osoby ze średnim wykształceniem - 40,95%, a najmniej z wykształceniem podstawowym - 6,25%.